# Affinitet
 Der er for få eller ingen kildehenvisninger i denne artikel, hvilket er et problem. Du kan hjælpe ved at angive troværdige kilder til de påstande, som fremføres i artiklen.

|  | Opdelingsforslag Denne artikel er foreslået opdelt i artiklerne Affinitet (filosofi) og Kemisk affinitet. (Diskutér forslaget). Hvis opdelingen sker, skal det fremgå af beskrivelsesfeltet, at opdelingen er sket (hvorfra og hvortil) eller af artiklens diskussionsside. |

Affinitet er et filosofisk begreb der antyder et væsensslægtskab imellem to størrelser. Ordet kommer af det tyske affinität og latinske affinitas, svogerskab, slægtskab, tilknytning, men er i nyere tid især benyttet i faglige sammenhænge. Det anvendes ofte i filosofien når man skal udtrykke det som muliggør to begrebers indbyrdes tiltrækning, berøring og evne til at indgå i forbindelser med hinanden.
I biokemisk forstand taler man om affinitet mellem fx et enzym og dets substrat. Jo større tilbøjelighed til at indgå i en reaktion og jo mere enzymet binder sig til substratet des større affinitet er der mellem disse.

## Eksterne kilder
- Affinitet på ordnet.dk

| filosofi | Spire Denne filosofiartikel er en spire som bør udbygges. Du er velkommen til at hjælpe Wikipedia ved at udvide den. |